# Blender, Verden
Blender là một xã ở huyện Verden, trong bang Niedersachsen, nước Đức. Xã Blender, Verden có diện tích 38,31 km².
Ngoài thôn Blender cùng tên ra thì xã còn có các thôn khác như Adolfshausen, Amedorf, Einste, Gahlstorf, Hiddestorf, Holtum-Marsch, Intschede, Oiste, Reer, Ritzenbergen, Seestedt, Varste và Winkel.